# Pandemia de COVID-19 în Transnistria
Pandemia de coronaviroză a fost confirmat că a ajuns în Transnistria (recunoscută internațional ca parte a Republicii Moldova) în martie 2020. 

## Context
La 12 ianuarie 2020, Organizația Mondială a Sănătății (OMS) a confirmat că un nou coronavirus este cauza unei boli respiratorii într-un grup de oameni din orașul Wuhan, provincia Hubei, China, care a fost raportat la OMS la 31 decembrie 2019.  
Rata de fatalitate a cazului pentru COVID-19 a fost mult mai mică decât SARS din 2003,   dar transmiterea a fost semnificativ mai mare, cu un număr semnificativ total de decese. 

## Cronologie
- 13 martie 2020 : Guvernul Transnistriei a interzis întâlnirile publice. [8]
- 17 martie 2020 : Guvernul Transnistriei a anunțat oprirea tuturor grădinițelor, școlilor, colegiilor și universităților până pe 5 aprilie. [9] Intrarea cetățenilor străini (inclusiv a celor moldoveni) pe teritoriul transnistrean a fost, de asemenea, interzisă pentru o perioadă de 19 zile. [10]
- 21 martie 2020 : Primele două cazuri pozitive de COVID-19 au fost anunțate în Transnistria . [11]
- 24 martie 2020 : Guvernul Transnistriei a anunțat suspendarea transportului public. [12]
- 25 martie 2020 : Potrivit postului de televiziune TV PMR, Guvernul Transnistriei a raportat că există 7 persoane infectate cu coronavirus, inclusiv 2 copii. [13]
- 30 martie 2020 : Prin decretul Ministerului Afacerilor Interne al Transnistriei, în timpul stării de urgență, toți cetățenii trebuie să poarte un document de identitate și o autorizație specială pentru a se afla în afara caselor lor. [14]
- 31 martie 2020 : O femeie de 55 de ani din Tiraspol, care a suferit de probleme cardiace și diabet este prima decedată de COVID-19 în Transnistria. În momentul decesului ei, se afla într-o unitate de terapie intensivă conectată la un ventilator . [15]
- 4 aprilie 2020 : Guvernul Transnistriei a introdus interdicția exportului de produse alimentare. [16]
- 14 aprilie 2020 : începând de astăzi, purtarea unei măști în locuri publice devine obligatorie. Persoanele fără mască vor fi restricționate de la acces la magazine, farmacii și piețe alimentare. [17]

## Statistici
|  | Graficele sunt indisponibile din cauza unor probleme tehnice. Mai multe informații se găsesc la Phabricator și la wiki-ul MediaWiki. |

| Locație          | Cazuri | decese | recuperări |
| ---------------- | ------ | ------ | ---------- |
| Tiraspol         | 45     | 3      | 0          |
| Tighina          | 14     | 0      | 0          |
| Sucleia          | 8      | 0      | 0          |
| Parcani          | 5      | 0      | 0          |
| Râbnița          | 4      | 0      | 0          |
| Cioburciu        | 3      | 0      | 0          |
| Slobozia         | 3      | 1      | 0          |
| Chițcani         | 2      | 0      | 0          |
| Dnestrovsc       | 1      | 0      | 0          |
| Camenca          | 1      | 0      | 0          |
| Novovladimirovca | 1      | 0      | 0          |
| Blijnii Hutor    | 1      | 0      | 0          |
| Hlinaia          | 1      | 0      | 0          |
| Teiu             | 1      | 0      | 0          |
| Nezavertailovca  | 1      | 0      | 0          |
| Popencu          | 1      | 0      | 0          |
| Malaiesti        | 1      | 0      | 0          |
| Tașlîc           | 1      | 0      | 0          |
| Total            | 94     | 4      | 0          |